# Egnach
Egnach − miejscowość i gmina (Politische Gemeinde) w północno-wschodniej Szwajcarii, w kantonie Turgowia, w okręgu (Bezirk) Arbon. Leży nad Jeziorem Bodeńskim. 

## Demografia
W Egnach mieszka 4 817 osób. W 2021 roku 14,1% populacji gminy stanowiły osoby urodzone poza Szwajcarią. 

## Transport
Przez teren gminy przebiegają drogi główne nr 13, nr 450, nr 471 i nr 474.